# Eduard De Decker
Eduard De Decker (Terhagen, 30 december 1904 - Antwerpen, 19 januari 1970) was een Belgische bas-bariton.
Tijdens een optreden op de Markt in Boom, waar De Decker een cantate bracht, werden zijn zangtalent en stemkwaliteiten ontdekt door kanunnik Van Nuffel. Dankzij dat optreden kon De Decker naar het conservatorium van Antwerpen waar hij les kreeg van A. Steurbaut.
Zijn professionele carrière begon in 1932 bij de Koninklijke Vlaamse Opera van Antwerpen met de rol van Mefisto in Faust van Gounod. Daarna volgden optredens in Tannhäuser en Lohengrin van Wagner en Don Giovanni van Mozart. Tijdens de Tweede Wereldoorlog zong hij in de opera van Straatsburg. In 1944 werd De Decker benoemd tot Staatsopersänger in Wenen. Na een moeilijke periode in de nasleep van de oorlog keerde hij uiteindelijk terug naar Vlaanderen waar hij door Vina Bovy werd aangenomen in de Koninklijke Opera in Gent.
In 1950 kreeg hij een aanbieding om in de New York City Opera drie rollen te vertolken, waaronder die van Hans Sachs in de Die Meistersinger von Nürnberg van Wagner. Na zijn terugkeer werd hij aangeworven in de Opera van Frankfurt om nadien terug in de K.V.O. op te treden. In die periode werd De Decker geregeld gevraagd voor radio-optredens, o.a. in Baden-Baden, Oslo en Hilversum.
In 1956 werd hij docent aan het conservatorium in Antwerpen en nadien ook in Hasselt.
De Decker verwierf bekendheid als Wagner-vertolker, voor de oratoria-partijen en ook voor zijn Lieder-voordrachten, o.a. Dichterliebe van Schumann. Er bestaan verscheidene opnames van zijn vertolking van Vlaamse liederen en van zijn radio-uitzendingen.